# Flatzbour
Flatzbour est une localité de la commune luxembourgeoise de Rambrouch.
Jusqu'au 1er janvier 1979, Flatzbour faisait partie de la commune de Bigonville.
Flatzbour est situé à l'intersection des routes CR311 et CR310, à une altitude de 308 m. Les localités voisines sont Wolwelange et Bigonville.